# Päivi Meriluoto
Päivi Meriluoto   (Tampere, 12 de desembre de 1952), de casada Päivi Aaltonen és una ex-tiradora amb arc finlandesa que va competir durant les dècades de 1970 i 1980.
Durant la seva carrera esportiva va prendre part en tres edicions dels Jocs Olímpics. El 1980, als Jocs de Moscou, guanyà la medalla de bronze en la prova individual del programa de tir amb arc. Quatre anys més tard, als Jocs de Los Angeles, fou cinquena en la mateixa prova, mentre el 1988, als Jocs de Seül, va disputar dues proves del programa de tir amb arc. Fou tretzena en la prova per equips i vintena en la prova individual. En el seu palmarès també destaquen tres medalles de plata i una de bronze al Campionat d'Europa de tir amb arc i vuit campionats nacionals entre 1977 i 1988.